# Kyperská strana zelených
Kyperská strana zelených (oficiálně KOP – Κίνημα Οικολόγων Περιβαλλοντιστών; Kinima Oikologon Perivallontiston - Ekologické a environmentalistické hnutí) je kyperská politická strana prosazující zelenou politiku. Byla založena v roce 1996 a je řádným členem Evropské strany zelených a Global Greens. Hlavní kancelář sídlí v Nikosii.
V parlamentních volbách v roce 2001 dosáhla zisku 2 % hlasů a získala 1 místo v 56členné komoře. V roce 2006 svůj úspěch zopakovala.